# District de Liubei
Le district de Liubei (柳北区 ; pinyin : Liǔběi Qū) est une subdivision administrative de la région autonome du Guangxi en Chine. Il est placé sous la juridiction de la ville-préfecture de Liuzhou.

## Démographie
La population du district était de 428 043 habitants en 2010.